# 伝送路

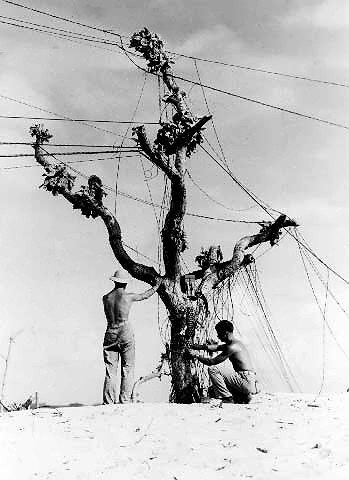

伝送路（でんそうろ）は、電気工学、情報工学分野で用いられる語である。
1. 電気工学で電気現象が伝えられるために使用される媒体。そのうちで通信工学として情報の伝送用途。
2. 情報工学で電気現象を捨象した情報としての符号の伝送に使用される媒体。

本項では上の2つを順に説明する。
なお電気工学で電気現象が伝えられるために使用される媒体として、そのうちで電力工学として電力の伝送用途については、有線の場合は伝送路より電線路を用いることが当該分野では一般的である。
また無線の場合は伝送経路が特に意識されることはなく、電力伝送、エネルギー伝送との表現が用いられ、伝送路の用語は見かけられない。

## 通信工学として情報の伝送用途
伝送路とは電気現象が伝えられるために使用される媒体である。
形態に注目して媒体が電気回路を構成するケーブル等の導体である有線の場合、大気(空間)中を電磁波が伝播する無線の場合がある。
配線としての機能に注目する場合は伝送線路ともいう。高周波信号を扱う分野では伝送線路は導波路とも呼ばれ、分布定数回路として取り扱われる。
(→分布定数回路、伝送線路参照)。
伝送路（通信路）として機能する物の種類には様々な形態がある。以下に例を示す。

### 有線・有形の媒体
通常は長さ・経路方向について形状・電気的特性が一様である。
- 電線、ケーブル
- 平面型伝送路 : プリント基板に銅などの金属箔で配線パターンを形成したもの。高周波信号を通す場合はストリップライン、マイクロストリップライン、スロットライン、コプレーナ導波路などが使われる。
- 導波管 : 管内を空洞にした金属管であり、マイクロ波の伝送に用いられる。

### 無線・空間の媒体
- 無線(電波伝搬)： 電波の伝播媒体として特に境界条件のない自由空間の大気を利用するものである。
- 空中線：電荷・電流分布と電磁波の変換を担う装置である。導体としての形状を設計原理に合わせたものにすることで、予定する機能を得られる。

### 電気通信関連分野での用語としての伝送路
電気通信の分野では伝送路や、伝送路に合わせた変調・復調他の信号変換機能を担う送受信装置の技術を扱う分野を伝送工学・伝送技術という。
また電気通信関連の法令でいう伝送路設備とは、伝送路の他に送受信装置を合わせた一式を指すものと解される。

## 情報工学・情報理論の通信路
通信路（つうしんろ）または伝送路（英: Channel）とは、情報源（送信者）から受信者への情報伝達用媒体を指す。

### 通信路モデル
転送信号の変化の物理的過程を計算することで通信路を物理的にモデル化できる。例えば、無線通信での通信路はその環境内にある反射性の物体を全て計算することでモデル化される。乱数列も加えて、外的な要因や受信機内の電子的ノイズをシミュレートすることもある。
統計学的には、通信路は入力文字 i と出力文字 o について i から o への遷移確率 p(i, o) でモデル化される。意味論的には遷移確率とは、記号 i を通信路に送り出したときに記号 o が受信される確率である。
統計的モデルと物理的モデルは統合可能である。例えば、無線通信の通信路は、転送信号の無作為の減衰と追加的なノイズでモデル化される。減衰はベースとなる物理的過程を抽象化したもので、通信路上での信号の電力変化を表している。モデル内のノイズは外的要因や受信機内の電子的ノイズを表す。
信号をアナログすなわち連続的なものとして通信路をモデル化することもできるが、また、離散的な文字セットを信号として送るとしてモデル化する場合もある。後者の通信路モデルはデジタルな面だけを捉えた抽象化である。情報理論では、出力の分布が入力によってのみ決定される「記憶のない」通信路モデルを出発点とするのが一般的である。